# Manibia microps
Manibia microps är en kräftdjursart som beskrevs av Barnard 1932. Manibia microps ingår i släktet Manibia och familjen myrbogråsuggor. Inga underarter finns listade i Catalogue of Life.